# Ruud de Wild
Rudolf Alexander (Ruud) de Wild (Hilversum, 24 april 1969) is een Nederlands radio-dj en kunstenaar. 
Hij presenteert sinds 2017 dagelijks het middagprogramma De Wild in de Middag op NPO Radio 2. Daarvoor was hij te horen op zenders als Radio 538, Qmusic en Radio 3.

## Carrière

### Begin
Rond zijn twintigste levensjaar werd De Wild aangenomen als assistent-dj bij de AVRO, destijds op Radio 3, wat later hernoemd werd naar NPO 3FM. In december 1992 kreeg hij de kans om op de dan net gelanceerde commerciële zender Radio 538 programma's te gaan maken, waaronder Wild in het Weekend en The Jungle, die succesvol waren.

### TMF (1995–1998)
Halverwege de jaren 90 begon De Wild zijn televisiecarrière bij de populaire muziekzender TMF. In september 1998 maakte hij de overstap naar de publieke omroep BNN om daar programma's te gaan presenteren. Dit leidde tot problemen met zijn radio-werkgever Radio 538, waardoor hij daar op non-actief werd gesteld.

### 3FM (1998–2004)
Vanaf oktober 1998 ging De Wild radio- en televisieprogramma's presenteren voor BNN, waaronder Top of the Pops. Startend op woensdag 1 september 1999, was hij als opvolger van Somertijd elke werkdag tussen 16:00 en 18:00 uur te horen op de publieke pop radiozender 3FM met zijn eigen programma ruuddewild.nl. Aanvankelijk een co-productie van de TROS en BNN, maar in de loop van 2000 nam BNN het programma over.
Op maandag 6 mei 2002 was hij getuige van de moord op Pim Fortuyn. Nadat deze bij hem in de radio-uitzending was geweest, liep De Wild na de uitzending om 18:00 uur met hem mee naar zijn auto die op de parkeerplaats voor de 3FM-studios op het Media Park in Hilversum stond. Op dat moment kwam schutter Volkert van der Graaf aanlopen die Pim Fortuyn neerschoot. De volgende dag ging de uitzending van ruuddewild.nl gewoon door, maar al snel bleek het effect van deze gebeurtenis op De Wild erg groot. Hij was daarop een tijdlang niet op de radio te horen.

### Radio 538 (2004–2007)
Zijn terugkeer op de radio, in dezelfde omgeving als voor de moord, viel De Wild zwaar. Toen Radio 538 zich begin 2004 weer bij hem meldde, besloot hij weg te gaan bij BNN en 3FM. Vanaf 14 juni 2004 presenteerde hij op Radio 538 van maandag tot en met donderdag van 16.00 tot 19.00 uur ruuddewild.nl, en aanvankelijk ook een 'best-of-aflevering' (door De Wild zelf structureel 'het minst slechte van ruuddewild.nl' genoemd) op zondagmiddag van 15.00 tot 18.00 uur. Datzelfde jaar presenteerde De Wild ook eenmalig een aflevering van zijn programma uit het verleden: The Jungle.
Ook kwam hij na een lange tijd terug op televisie. In het najaar van 2005 presenteerde hij, samen met Bridget Maasland, het televisieprogramma Big Brother op televisiezender Tien.

### Qmusic (2008–2010)
De Wild meldde zich in augustus 2007 ziek bij Radio 538. In oktober 2007 kwamen 538 en De Wild tot een overeenstemming over de beëindiging van het arbeidscontract. Vanaf maart 2008 presenteerde De Wild, samen met Jeroen Kijk in de Vegte, de ochtendshow op Qmusic. Eerst heette het programma op Qmusic ruuddewild.nl, maar later kreeg het de naam Ruud de Wild en de Q-ochtendshow en vervolgens Ruud de Wild in de morgen.
Op 16 september 2010 verlengde Ruud de Wild in overleg met Peter Bossaert, directeur van Qmusic, zijn contract bij die zender niet. Sidekick Jeroen Kijk in de Vegte bleef nog tot april 2012 werkzaam bij de zender.

### Radio 538 (2010–2015)
Per 4 oktober 2010 keerde Ruud de Wild terug bij Radio 538. Als sidekicks bij het programma kwamen Jelte van der Goot, die tijdens de periode 2004-2007 ook al sidekick was, en Radio 538-collega Niek van der Bruggen. Op 30 april 2015 was De Wild voor het laatst op Radio 538 te horen. De Wild moest bij 538 plaatsmaken voor de Coen en Sander Show, die overkwam van NPO 3FM.
Eerder dat jaar ontving De Wild de Marconi Oeuvre Award voor zijn radio-carrière.

### BNR Nieuwsradio (2016)
Voor de Nederlandse nieuwsradiozender BNR Nieuwsradio presenteerde De Wild in september en oktober 2016 iedere werkdag tussen 14.00 en 15.00 uur het programma Ask Me Anything. Hierin legde hij vragen van luisteraars binnen een actueel thema voor aan deskundigen. Het dienstverband bij BNR duurde niet lang. De Wild stapte in november 2016 over naar de NPO. Het programma Ask Me Anything werd overgenomen door Jörgen Raymann.

### NPO Radio 2 (2017–heden)
Sinds maandag 2 januari 2017 presenteert De Wild iedere werkdag tussen 16:00 en 18:00 uur het programma De Wild in de Middag voor KRO-NCRV op NPO Radio 2. Sindsdien presenteert hij ook jaarlijks de NPO Radio 2 Top 2000. De eerste uren die hij op de zender presenteerde waren tijdens de Top 2000 van 2016.
Daarnaast begon De Wild met het maken van een podcast, 30 MINUTEN RAUW, waarin hij in elke aflevering een bekende Nederlander interviewt. In 2019 won hij hiermee een Dutch Podcast Award in de categorie 'Kunst, cultuur & muziek'.
In november 2020 zou De Wild op de vrijdagmiddag een programma gaan maken met zijn vriendin Olcay Gulsen. Het programma Wild in het Weekend: Ruud vs. Olcay zou te horen zijn op NPO Radio 2 van 16:00 tot 18:00 uur, het tijdstip van De Wild in de Middag. Maar dit werd uitgesteld tot januari 2021 omdat beiden het coronavirus opliepen.
Op 22 maart 2021 maakte De Wild bekend tijdelijk te moeten stoppen met het presenteren van zijn radioprogramma omdat er bij hem darmkanker was geconstateerd en hij hiervoor opnieuw een behandeling moest ondergaan met langere revalidatie. Het tijdslot van De Wild in de Middag werd per 23 maart opgevuld door Eddy Keur. De Wild keerde op 4 oktober weer terug.

### RTL Boulevard (2020–heden)
Sinds februari 2020 is hij een van de vaste weekend-presentatoren en deskundigen van RTL Boulevard. In 2020 wisselde De Wild ook van manager. Hij koos ervoor om met Xenia Kasper samen te gaan werken, die ook de belangen behartigt van onder anderen Gordon, Linda de Mol en Olcay Gulsen.
In aanloop naar de Tweede Kamerverkiezingen 2021 maakte De Wild ook een interviewprogramma voor KRO-NCRV, Ingelijst, waarin hij de lijsttrekkers van politieke partijen in zijn atelier ontving. Het programma werd uitgezonden direct na het late NOS Journaal.

## Carrièreoverzicht
| Jaar      | Organisatie                                    | Functie                         |
| Radio     | Radio                                          | Radio                           |
| --------- | ---------------------------------------------- | ------------------------------- |
| 1989–1995 | Radio 3 (AVRO)                                 | Assistent-DJ                    |
| 1992–1998 | Radio 538                                      | DJ                              |
| 1999–2004 | Radio 3FM (BNN)                                | DJ                              |
| 2004–2008 | Radio 538                                      | DJ                              |
| 2008–2010 | Q-music                                        | DJ                              |
| 2010–2015 | Radio 538                                      | DJ                              |
| 2016      | BNR Nieuwsradio                                | Presentator                     |
| 2017–2022 | NPO Radio 2 (KRO-NCRV)                         | DJ                              |
| 2023      | NPO Radio 2 (PowNed)                           | DJ                              |
| Televisie |                                                |                                 |
| 1995–1998 | TMF                                            | VJ                              |
| 1998–2004 | BNN                                            | Presentator                     |
| 2005–2008 | Talpa                                          | Presentator                     |
| 2016      | De gevaarlijkste wegen van de wereld (BNNVARA) | Deelnemer met Sofie van den Enk |
| 2019–2020 | RTL Boulevard (RTL 4)                          | Presentator, deskundige         |
| 2021      | Ingelijst (KRO-NCRV)                           | Presentator                     |
| 2022      | The Passion (KRO-NCRV)                         | Verteller                       |
| 2022      | Het Jachtseizoen (SBS6)                        | Kandidaat met Olcay Gulsen      |
| 2022      | The Masked Singer (RTL4)                       | Gastoptreden met Olcay Gulsen   |

## Kunst
De Wild is naast radiopresentator vanaf zijn tweeëntwintigste kunstenaar. Zijn specialiteit zijn schilderijen met daarin bekende songteksten. In maart 2006 bracht hij een kunstboek uit waarin hij zijn leven portretteerde aan de hand van zijn schilderijen; het boek draagt de titel Every poet is a Thief. In 2006 waren werken van De Wild te bezichtigen in het Museum Jan van der Togt in Amstelveen. Tevens stond daar een U2-Trabant die door De Wild werd beschilderd. De auto diende als marketinginstrument voor Island Records/Universal. Sinds 2012 hangt de Trabant boven de receptie van de gezamenlijke 538- en Slam FM-studio's aan de Bergweg 70 in Hilversum.
In 2024 startte De Wild het merk Studio De Wild, samen met fotografe Linda Stulic. De twee hebben vanuit dat merk een winkel in Amsterdam.

## Persoonlijk
De Wild trouwde op 8 september 2000 met actrice en presentatrice Tatum Dagelet. Zij kregen samen in 2003 een dochter. Het huwelijk eindigde eind 2004 in een scheiding. Op 19 mei 2006 vroeg De Wild zijn nieuwe vriendin Aafke Burggraaff, die hij in 2005 had leren kennen, ten huwelijk. Zij was tot eind 2006 werkzaam bij Radio 538 en werd daarna manager bij Ruud de Wild Art B.V. Op 21 september 2007 trouwden ze in Overveen. Het stel kreeg in 2009 een zoon en in 2011 een dochter. Het huwelijk eindigde in maart 2014 in een scheiding. Van 2014 tot medio 2018 had De Wild een relatie met Ilse Knijn. Sinds 2019 had De Wild een relatie met modeontwerpster en tv-presentator Olcay Gulsen. Het koppel heeft in 2023 besloten om uit elkaar te gaan.